# Prima Divisione Liguria 1942-1943
La Prima Divisione fu il massimo campionato regionale di calcio disputato in Italia nella stagione 1942-1943.
La Prima Divisione fu organizzata e gestita dai Direttori Regionali di Zona.
Per motivi contingenti il D.D.S. non fece disputare le finali per la promozione in Serie C.
Fu il quarto livello della XL edizione del campionato italiano di calcio.
Il campionato giocato nella regione Liguria fu organizzato e gestito dal Direttorio VI Zona (Liguria).

## Girone A

### Squadre partecipanti
| Squadra                          | Città (provincia)     | Stagione 1941-1942 |
| -------------------------------- | --------------------- | ------------------ |
| Dop. Ansaldo S.I.A.C.            | Genova                |                    |
| U.S. Cairese                     | Cairo Montenotte (SV) |                    |
| Dop. Az. Ilva                    | Savona                |                    |
| S.A.S. G.U.F. Imperia Sez.Calcio | Imperia               |                    |
| A.C. Liguria (B = riserve)       | Ge-Sampierdarena      |                    |
| U.S. Sanremese (B = riserve)     | Sanremo (IM)          |                    |

### Classifica finale
|  | Pos. | Squadra             | Pt | G  | V | N | P | GF | GS | DR  |
|  | ---- | ------------------- | -- | -- | - | - | - | -- | -- | --- |
|  | 1.   | Ansaldo S.I.A.C.    | 16 | 10 | 7 | 2 | 1 | 25 | 5  | +20 |
|  | 2.   | Liguria B           | 12 | 10 | 5 | 2 | 3 | 33 | 13 | +20 |
|  | 3.   | G.U.F. Imperia (-1) | 11 | 10 | 5 | 2 | 3 | 17 | 8  | +9  |
|  | 4.   | Cairese             | 9  | 10 | 3 | 3 | 4 | 20 | 30 | -10 |
|  | 5.   | Ilva Savona         | 7  | 10 | 2 | 3 | 5 | 13 | 20 | -7  |
|  | 6.   | Sanremese B         | 4  | 10 | 1 | 2 | 7 | 10 | 42 | -32 |

Legenda:

      Ammesso alle finali regionali.
Note:

Due punti a vittoria, uno a pareggio, zero a sconfitta.
Pari merito in caso di pari punti.

## Girone B

### Squadre partecipanti
| Squadra                             | Città (provincia)       | Stagione 1941-1942 |
| ----------------------------------- | ----------------------- | ------------------ |
| Ala Calcio Cadimare                 | La Spezia-Cadimare (SP) |                    |
| Dop. V. Coda                        | Chiavari (GE)           |                    |
| D.A. Fit Sestri Levante             | Sestri Levante (GE)     |                    |
| D.S. Grifone Ausonia                | Genova                  |                    |
| Pol. Manlio Cavagnaro (B = riserve) | Sestri Ponente (GE)     |                    |
| U.S. Sant'Agostino                  | Genova                  |                    |

### Classifica finale
|  | Pos. | Squadra            | Pt | G  | V | N | P  | GF | GS | DR  |
|  | ---- | ------------------ | -- | -- | - | - | -- | -- | -- | --- |
|  | 1.   | Ala Cadimare       | 18 | 10 | 9 | 0 | 1  | 44 | 7  | +37 |
|  | 2.   | FIT Sestri Levante | 16 | 10 | 8 | 0 | 2  | 29 | 14 | +15 |
|  | 3.   | V. Coda            | 11 | 10 | 5 | 1 | 4  | 23 | 16 | +7  |
|  | 4.   | Sant'Agostino (-1) | 7  | 10 | 4 | 0 | 6  | 22 | 31 | -9  |
|  | 4.   | Manlio Cavagnaro B | 7  | 10 | 3 | 1 | 6  | 25 | 25 | 0   |
|  | 6.   | Grifone Ausonia    | 0  | 10 | 0 | 0 | 10 | 2  | 52 | -50 |

Legenda:

      Ammesso alle finali regionali.
Note:

Due punti a vittoria, uno a pareggio, zero a sconfitta.
Pari merito in caso di pari punti.

## Finali regionali

### Classifica finale
|  | Pos. | Squadra            | Pt | G | V | N | P | GF | GS | DR  |
|  | ---- | ------------------ | -- | - | - | - | - | -- | -- | --- |
|  | 1.   | Ansaldo S.I.A.C.   | 10 | 6 | 4 | 2 | 0 | 15 | 7  | +8  |
|  | 2.   | Ala Cadimare       | 7  | 6 | 3 | 1 | 2 | 15 | 5  | +10 |
|  | 3.   | G.U.F. Imperia     | 7  | 6 | 2 | 3 | 1 | 9  | 10 | -1  |
|  | 4.   | FIT Sestri Levante | 0  | 6 | 0 | 0 | 6 | 5  | 22 | -17 |

Legenda:

      Promosso in Serie C.
Note:

Due punti a vittoria, uno a pareggio, zero a sconfitta.
Pari merito in caso di pari punti.

## Verdetti finali
- L'Ansaldo S.I.A.C. è promosso in Serie C, ma non si iscrisse alla stagione 1945-1946 a cui avrebbe avuto diritto.

1. 1 2  Penalizzato di un punto per una rinuncia.